# For All Kings
For All Kings è l'undicesimo album in studio del gruppo thrash metal statunitense Anthrax, pubblicato il 26 febbraio 2016.
L'album ha venduto 34 000 copie durante la prima settimana di pubblicazione, debuttando al nono posto della Billboard 200, il miglior risultato in classifica ottenuto dal gruppo negli Stati Uniti dai tempi di Sound of White Noise che raggiunse il settimo posto nel 1993.

## Tracce
1. Impaled – 1:31
2. You Gotta Believe – 6:00
3. Monster at the End – 3:56
4. For All Kings – 5:01
5. Breathing Lightning – 5:37
6. Breathing Out – 0:55
7. Suzerain – 4:53
8. Evil Twin – 4:39
9. Blood Eagle Wings – 7:55
10. Defend/Avenge – 5:13
11. All of Them Thieves – 5:16
12. This Battle Chose Us – 4:54
13. Zero Tolerance – 3:47

- Bonus track dell'edizione giapponese
  - Vice of the People – 5:20

## Formazione

### Gruppo
- Joey Belladonna – voce
- Scott Ian – chitarra, cori
- Charlie Benante – batteria
- Frank Bello – basso, cori
- Jon Donais – chitarra

### Packaging
- Alex Ross – artwork

## Classifiche
| Classifica (2016)          | Posizione massima |
| -------------------------- | ----------------- |
| Australia                  | 12                |
| Austria                    | 14                |
| Belgio (Fiandre)           | 36                |
| Belgio (Vallonia)          | 16                |
| Canada                     | 14                |
| Finlandia                  | 4                 |
| Francia                    | 61                |
| Germania                   | 5                 |
| Giappone                   | 39                |
| Italia                     | 46                |
| Paesi Bassi                | 50                |
| Regno Unito                | 21                |
| Regno Unito (rock & metal) | 1                 |
| Scozia                     | 10                |
| Spagna                     | 46                |
| Stati Uniti                | 9                 |
| Stati Uniti (digital)      | 11                |
| Stati Uniti (hard rock)    | 1                 |
| Stati Uniti (independent)  | 2                 |
| Stati Uniti (rock)         | 2                 |
| Stati Uniti (tastemaker)   | 2                 |
| Svezia                     | 49                |
| Svizzera                   | 8                 |